# 1948 en Ontario
Chronologie de l'Ontario
- 1944
- 1945
- 1946
- 1947
- 1948
- 1949
- 1950
- 1951
- 1952

Cette page concerne des événements d'actualité qui se sont produits durant l'année 1948 dans la province canadienne de l'Ontario.

## Politique

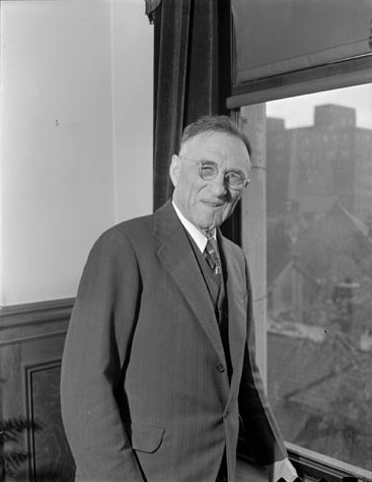
Thomas Kennedy, 15e Premier ministre de l'Ontario

- Premier ministre : George Drew puis Thomas Laird Kennedy (Parti progressiste-conservateur)
- Chef de l'Opposition: Ted Jolliffe (Parti social démocratique (en)) (élu le 7 juin face au sortant Farquhar Oliver (Parti libéral))
- Lieutenant-gouverneur: Ray Lawson (en)
- Législature: 22e (en) puis 23e (en)

## Naissances
- 10 janvier : Craig Russell, acteur († 30 octobre 1990).
- 13 janvier : Pat O'Brien, député fédéral de London—Middlesex (1993-1997) et London—Fanshawe (1997-2006).
- 11 février : Shaughnessy Cohen (en), député fédéral de Windsor—Tecumseh (1994-1998) († 9 décembre 1998).
- 21 février : Chuck Cadman, député fédéral de Surrey-Nord en Colombie-Britannique (1997-2005) († 9 juillet 2005).
- 20 mars : Bobby Orr, joueur de hockey sur glace.
- 4 juin :
  - Margaret Gibson (en), romancière († 25 février 2006).
  - Sandra Post, golfeuse.
- 7 juin : Welwyn Wilton Katz (en), auteur.
- 2 août : Bob Rae, premier ministre de l'Ontario et homme politique fédéral.
- 31 août : Tony Martin, homme politique ontarien.
- 24 septembre : Phil Hartman, acteur, humoriste et scénariste († 28 mai 1998).
- 5 novembre : Michael Neary, avironeur.

## Décès
- 14 mars : Ernest Frederick Armstrong, député fédéral de Timiskaming-Sud (1925-1926) (° 14 juillet 1878).
- 28 mars : John Duncan MacLean, premier ministre de la Colombie-Britannique (° 8 décembre 1873).